# Кома (альбом)
«Кома» — четвёртый студийный альбом советской и российской рок-группы «Крематорий». Записан в 1987—1988 годах и выпущен как магнитоальбом в 1988 году. Информация об этом альбоме включена в книгу Александра Кушнира «100 магнитоальбомов советского рока».

## История записи
В начале 1987 года из группы ушёл барабанщик Александр Севастьянов. Тогда в жизни коллектива появился однокурсник Армена Григоряна по МАИ Алексей Кондратьев, предложивший свою помощь: он сконструировал из советского калькулятора драм-машину, которую группа начала использовать на концертах вместо живых барабанов.

Его драм-машинка напоминала паровоз: из неё выходил пар, она не стучала, как должен стучать барабан, а пыхтела. Зато у неё было одно очень большое преимущество: в отличие от живых барабанщиков, она ровно стучала, то есть с темпа не сбивалась.— Армен Григорян
Первое выступление с применением ритм-бокса прошло 15 февраля на первом «Фестивале надежд» Московской рок-лаборатории в ДК им. Горбунова. Осенью из «Крематория» ушёл Виктор Троегубов. К тому времени уже началась подготовка к записи альбома. Демо-версия была записана Григоряном и Кондратьевым в служебном помещении при МАИ на бытовой магнитофон и пульт «Электроника». Сам же альбом группа записывала на Киностудии им. М. Горького на два восьмиканальных магнитофона Tascam с помощью звукорежиссёра Николая Шестова. «Мы были бесконечно благодарны Шестову, привившему нам азы культуры звука, которой мы совершенно не владели, — вспоминает Григорян. — Мы не знали, как должна звучать бас-гитара, которую втыкали до этого исключительно в усилитель „Родина“. До „Комы“ у нас на альбомах были только призраки аранжировок, поскольку все сессии представляли собой дикие попойки: „Глотнул — записал — упал. Проснулся — глотнул — записал“. А здесь была чёткая работа, во время которой мы
многому научились».
На запись были приглашены сессионные участники — гитарист Олег Лагутин, саксофонист Александр Куницын (позже ставший штатным участником «Крематория»), скрипач Вадим Саралидзе и бэк-вокалисты Владимир Власенко и Ольга Бочарова из театра-студии «Арлекин». Из-за перемежения студийных смен с паузами запись шла несколько месяцев и была завершена лишь зимой 1988 года.
«Кома» стала единственным альбомом, записанным с применением ритм-бокса Алексея Кондратьева и последним, записанным с участием бас-гитариста Сергея Пушкарёва и гитариста Евгения Хомякова — после его записи они покинули коллектив. Ушёл и первый директор Дмитрий Бродкин. Из основного состава остался лишь скрипач Михаил Россовский. Григорян обновил состав, и группа отправилась на первые большие гастроли: успех альбома вызвал всплеск предложений из разных городов.
Альбом «Кома» был задуман Арменом Григоряном как концептуальный, а название, по его словам, отражало состояние группы в перестроечный период.

Эта история сопровождала состояние, в котором мы тогда пребывали. У нас вообще каждый альбом такой: если вы возьмёте «Зомби» — состояние зомби, в «Коме» — между жизнью и смертью. Здесь же история начинается с того, что человека увозят на реанимационной машине в определённое место, где с ним происходят события — сны, не сны, не важно, он в них путешествует.— Армен Григорян
В 1994 году альбом был издан фирмой SoLyd Records на CD и Moroz Records — на компакт-кассетах. В 1998 году последняя выпустила ремастированное переиздание в рамках серии «Полное собрание сочинений».

## Обложка
Обложка магнитоальбома была создана художником Андреем Сизовым и представляла собой чёрно-белый рисунок, на котором изображена Смерть, зачитывающая на улице список человеческих грехов, составленный из количества песен на альбоме. В 1994 году альбом вышел на CD и кассетах с другой обложкой, идея которой принадлежала Василию Гаврилову: подошвы ног человека (либо трупа, либо в коме) под приподнятой простынёй на больничной каталке, на левой ноге висит табличка с надписью «Кома». Для фото позировал директор группы Михаил Оразов, а эффект эрекции был создан при помощи шариковой авторучки с шаром со спускового рычага унитаза. По воспоминаниям фотографа Михаила Грушина, фото было сделано в детской Филатовской больнице.. Фото обложки магнитоальбома было размещено на внутренней стороне буклета.

## Песни
Песня «Реанимационная машина» была вдохновлена Арбатом, по которому в то время нередко гулял Григорян, и где жила одна из его знакомых (вероятно, в строке «Здесь жила когда-то Таня…» речь о ней). По воспоминаниям автора, мимо её дома часто проезжали машины скорой помощи. В песне упомянута и сама улица (строка «Арбат, дом № 8…»). В действительности, дома № 8 на старом Арбате никогда не было, он был придуман для рифмы.
«Безобразная Эльза» — песня, главная героиня которой представляет собой собирательный образ, имеющий два реальных прототипа. Первый — хозяйка квартиры, в которой Армен Григорян в конце 1970-х познакомился с писателем Венедиктом Ерофеевым, тогда ещё не широко известным. Второй — посетительница пивбара «Ладья» (в народе «Яма») по имени Эльза, которая была известным в узких кругах «гонцом» за алкоголем. Основная мелодия песни, по словам Григоряна, основана на армянском танце «Кочари».
Песня «Африка» написана Арменом Григоряном под впечатлением от работы в ЦНИРТИ в 1984—1987 годах, условия которой он сравнил с трудом африканских рабов.

Это то, что я видел в течение 3 лет работы в центральном научно-исследовательском радиотехническом институте: с 7 до 19, обед — 33 минуты, и если ты не успеваешь пообедать, тебя вызывали к полковнику Иванову, который в течение часа читал лекцию о том, что надо на работе появляться вовремя. Рабочее место — комнатка примерно три на три, где стояли приборы и все тыкали паяльниками — шёл дым, и всё это считалось нормально. Я провёл там очень мало времени: в основном сидел в ленинской комнате, готовил информацию, прочитал всю литературу, которая там находилась. Всё, что я видел — труд рабов, так работать нельзя. Однажды к нам пришла комиссия, у них глаза на лоб полезли от того количества радиации, которая присутствовала в каждой лаборатории. Хорошо, что появилась возможность устроиться в военкомат от работы.— Армен Григорян
В программе «Летопись» Нашего радио, посвящённой «Коме», Армен Григорян рассказал, что песня «Клаустрофобия» об одном из его приятелей, закончившем жизнь в психиатрической больнице (предположительно, речь о Дмитрии Плетнёве, игравшем на альте на альбоме «Крематорий 2» (1984)). В 2006 году в интервью в Туле музыкант сказал, что песня «просто об одиночестве». Также в «Летописи» Григорян отметил, что песня «на 80 % состоит из песни „Атмосферного давления“» (группы, в которой он играл в студенческие годы). Первые аккорды вступления взяты из песни «Я сижу в W» из альбома «Винные мемуары» (1983). О скрипичном соло автор говорит следующее:

Естественно, тут ещё используется такой классический кусок в середине, правда, никто не знает, что это за классика, я тоже не берусь приписывать её себе, но, видимо, есть какой-то… Тогда мы слушали, видимо, Прокофьева очень много и, видимо, что-то здесь есть от Прокофьева.— Армен Григорян
«Хабибулин» — песня об однокласснике Армена Григоряна Андрее Веденееве, носившем прозвище «Хабибулин» (причина его возникновения неизвестна). По сути, в большей степени является изложением истории его жизни в песенной форме. По свидетельству автора, ряд слушателей из-за строк «А сын их лежит на грязном диване с закрытыми глазами…» и «…по сыну ползают мухи» в последнем куплете выдвигали версию о смерти главного героя (отмечал это и Александр Житинский в рецензии на альбом), однако он её опроверг, заявив, что Хабибулин жив, «просто уснул», а мухи в квартире были лишь потому, что описываемые в куплете события происходили летом.
Песня «Кондратий» посвящена Алексею Кондратьеву — человеку, чей ритм-бокс звучит на альбоме. Является самой короткой песней на альбоме. Под понятием «белый кайф» в тексте подразумевается вовсе не кокаин, как может показаться на первый взгляд, а всего лишь водка.

Кондратий — мой институтский приятель. Он жаворонок — просыпался всегда раньше всех. И, как правило, на югах или в Москве первое, что я с утра видел, как Кондратий приносил либо кружку пива, либо банку пива. Потом он стал очень крупным компьютерщиком.— Армен Григорян
«Моя деревня (Хит-парад ’88») — песня в стиле кантри, вдохновлённая обществом Ленинградского (ныне Левобережного) района Москвы, представлявшим собой разнообразие субкультур, однако в песне упоминается «стрёмный скверик на Пушке» — Пушкинская площадь в центре Москвы. В песне присутствует музыкальная цитата из песни «Наш паровоз», что, по словам самого Григоряна, было социальным намёком.
«Гимн мёртвым» — «жёсткий рок-н-ролл», написанный под влиянием Майка Науменко. На издании 1994 года песни нет, она появилась спустя 4 года на переиздании.
Песня «Пир белых мумий» записана в двух версиях — на русском и английском языках («Feast of White Mummies»). Последняя вошла в переиздание 1998 года. Изначальный перевод был написан одним из знакомых группы, учившимся на курсах синхронных переводчиков. Его преподавательницу, ранее преподававшую в США, текст не устроил, и она его переписала.
Песня «Гончие псы» посвящена одному из любимых музыкантов Армена Григоряна — Джиму Моррисону. В песне цитируется мелодия песни The Doors «Love Street».
«Харе Рама» — баллада, написанная Григоряном под впечатлением от общения с кришнаитами. В конце песни звучит мантра «Харе Кришна» в исполнении Ольги Бочаровой.

Миролюбие этих людей очень подходило, так как мы тогда считали себя хиппи, то есть мы были очень близки в этом плане. Они были не агрессивны, и я просто уважаю чужую веру.— Армен Григорян
Открывает и закрывает альбом краткая инструментальная композиция под названиями «Introduction (Кома)» и «El final de la vida» (с испанского — «Конец жизни») соответственно, написанная и сыгранная скрипачом Михаилом Россовским.

## Список композиций
Автор всех песен — Армен Григорян, кроме указанных особо
1. Introduction (Кома) (М. Россовский)
2. Реанимационная машина
3. Безобразная Эльза
4. Африка
5. Клаустрофобия (А. Григорян, Е.Хомяков, С. Пушкарёв, В. Саралидзе, А. Кондратьев — А. Григорян)
6. Хабибулин
7. Кондратий
8. Моя деревня (Хит-парад ’88) (А. Григорян — автор неизвестен)
9. Мусорный ветер
10. Гимн мёртвым
11. Пир белых мумий
12. Гончие псы (Джим Моррисон, А. Григорян — А. Григорян)
13. Харе Рама
14. El final de la vida (М. Россовский)
15. Feast Of White Mummies

CD-версия (1994)
1. Introduction (Кома)
2. Реанимационная машина
3. Безобразная Эльза
4. Африка
5. Клаустрофобия
6. Хабибулин
7. Кондратий
8. Мусорный ветер
9. Моя деревня (Хит-парад ’88)
10. Пир белых мумий
11. Собачий вальс
12. Гончие псы
13. Харе Рама
14. El final de la vida
15. Эпилог (Космос)[комментарий 1]

## Участники записи
- Армен Григорян — вокал, акустическая гитара
- Евгений Хомяков — гитара
- Сергей Пушкарёв — бас-гитара, фортепиано (12)
- Михаил Россовский — скрипка, фортепиано (2)
- Алексей Кондратьев (Кондратий) — ритм-бокс, перкуссия

Приглашённые участники записи
- Олег Лагутин — гитара (3, 6, 13)
- Вадим Саралидзе — скрипка (5, 9)
- Александр Куницын — саксофон (4)
- Владимир Власенко — бэк-вокал (2, 4, 5, 8, 9, 13)
- Ольга Бочарова — бэк-вокал (2, 4, 5, 8, 9, 13)
- Дмитрий Бродкин — бэк-вокал (6, 7, 12), смех (6), свист (7)

## Критика
В 1989 году «Кома» была награждена дипломом I степени на конкурсе магнитоальбомов, организованном ленинградским журналом «Аврора». Организатор конкурса, писатель и журналист Александр Житинский в рецензии-письме Анатолию Гуницкому оценил альбом следующим образом:

Анатолий!
Зная Ваше несколько скептическое отношение к московскому року, направляю Вам плёнку с альбомом «Кома» и защитительное письмо в приложении, ибо мне альбом весьма понравился. Не верю, чтобы Вы не оценили его, тем более что перед нами во многом наглядный пример развития традиций «Треугольника», у истоков которых Вы стояли.
Несмотря на устрашающее название группы и летальное наименование альбома, в целом это — удивительно жизнеутверждающая музыка. Заигрывать с темой смерти и тем более стебаться над нею, по-моему, нехорошо, но побеждать смерть творчеством — необходимо. На мой взгляд, здесь именно эта попытка. После краткого скрипичного вступления (знаменитый траурный прелюд Шопена № 24, я его когда-то играл на фортепьяно, когда меня в детстве пытались приобщить к музыке) сразу начинается энергичный, полный драйва проезд «Реанимационной Машины» с мигалками, сиреной, как та «скорая помощь» у Твардовского, которая «сама режет, сама давит, сама помощь подаёт». На этой машине мы въезжаем в несколько элегическую, полную скорбной иронии «Безобразную Эльзу» из средневековой германской поэзии (вообще, КРЕМ широко пользуется всяческого рода культурными ассоциациями — вроде индийских мантр или песен Дж. Моррисона, но ведь это тоже традиция «Треугольника», не так ли?). Миновав эту зловещую старушку «с банкой чистого спирта» и рефреном «ведь мы живём для того, чтобы завтра сдохнуть», с чем я решительно не согласен, — впрочем, как и автор текста и музыки Армен Григорян, судя по его светлому, жизнелюбивому вокалу — мы попадаем в «Африку» весёлый, с элементами сатиры, прелестно аранжированный музыкальный хит. Бэк-группа вокалистов, саксофон, различные подзвучки, напористый ритм, абсурд текста — короче говоря, пиршество! После него, как и полагается, мрачное похмелье «Клаустрофобии», но тоже не совсем всерьёз — или мне так кажется? Следующая песенка, повествующая о гибели супермена Хабибулина, была бы жутковатой, если бы и её не спасали напор музыки и тот же ироничный вокал. Но хватит грустить! Следующие две песни — «Кондратий» и «Моя Деревня» — заставляют вспомнить «Корнелия Шнапса» и «Туманную Ниву», причём «Моя Деревня» — явный хит, способный сдвигать с места гробы (простите за метафору, но она в стилистике альбома). Однако следующий хит — «Мусорный Ветер» — это уже что-то новое. Прекрасная, серьёзная, глубоко лирическая тема. Тут начинаешь понимать, что альбом — вовсе не изящная безделушка, каким он казался поначалу. Правда, «Гимн Мёртвым» очень уж попахивает Майком («Блюз де Моску»), но почему бы не вспомнить и Майка? Тем более что через одну песню мы вспоминаем «ДООРЗ» и даже слышим музыкальную цитату из песни Дж. Моррисона. Венчает же всё умиротворённая, печально-ироническая «Хари Рама» с такими же простыми и грустными заклинаниями: «Я перестану курить, Я брошу пить. Перестану говорить о любви. Стану любить…» И снова — шопеновская кода. Всё это сделано с большим вкусом, разнообразием мелодических и ритмических рисунков, превосходно аранжировано и записано.
Можно придираться к отдельным текстовым «ляпсусам», можно сетовать на некоторую несамостоятельность музыкального мышления, но по сравнению с предыдущим альбомом КРЕМА («Иллюзорный Мир») — это огромный шаг вперёд. Профессионализм самой высокой пробы, а слушать просто в кайф. Я уже выучил альбом наизусть.
Желаю Вам того же.

РД.— 
В 2020 году в статье интернет-журнала «Нож», посвящённой 60-летию Армена Григоряна и представляющей собой подборку мини-рецензий на самые знаковые (по мнению автора) альбомы «Крематория», Александр Морсин охарактеризовал «Кому» так: «Концептуальное пиршество, в котором смерть поверяют смехом и пляшут на костях так лихо, что старой деве с ржавой косой остаётся только присоединиться к ансамблю. Местами кабаре, местами хард-рок, местами похоронный марш под портретом Джима Моррисона. […] Самые внимательные услышат на альбоме ритм-бокс в духе Joy Division и размеры как у King Crimson, самые искушённые — пато-мазурку и макабрический джаз. Кроме фронтмена The Doors, над пластинкой также витают духи Шопена, Майка Науменко и Венедикта Ерофеева».

## Дополнительные факты
- Звукорежиссёр Николай Шестов записывал «Кому» параллельно с озвучиванием фильма Василия Пичула «Маленькая Вера».[1][2]
- В серии комедийного телесериала «Счастливы вместе» «Забытая мелодия для Гены» в сцене в магазине «Виниловая дыра» на пластинке звучит песня «Безобразная Эльза» в версии с «Комы». Это сценарный вымысел — в действительности «Кома» никогда не издавалась на виниле.
- Пять песен с альбома — «Безобразная Эльза», «Хабибулин», «Кондратий», «Мусорный ветер» и «Харе Рама» вошли в первый виниловый сборник «Живые и мёртвые» (1989) в отличных от оригинала версиях: из «Хабибулина», «Кондратия» и «Мусорного ветра» убраны звуковые эффекты (гул толпы, свист ветра), в последней бэк-вокал Власенко и Бочаровой отведён на задний план, в «Безобразной Эльзе» перезаписан вокал Армена Григоряна и гитарная партия, а в «Харе Рама» — только вокал, также в конце отсутствует вокал Ольги Бочаровой. Также песни с «Комы» впоследствии чаще всего перезаписывались для сборников: так, в 1993 году «Реанимационная машина», «Безобразная Эльза», «Клаустрофобия», «Кондратий», «Мусорный ветер», «Гончие псы» и «Харе Рама» были перезаписаны для «Двойного альбома», в 2002 году «Безобразная Эльза», «Хабибулин», «Мусорный ветер», «Кондратий» и «Реанимационная машина» перезаписаны на «Сиренах титана», а в 2023 году «Безобразная Эльза» и «Мусорный ветер» вошли в сборники «The Big One» (на английском и итальянском языках в исполнении Стива Уэддингтона и Имаго Латенс соответственно, под названиями «Ugly Elsa» и «The Wind of Rubbish») и «КТ-40».
- Для альбома были написаны ещё две песни, не вошедшие в магнитоальбом — «Собачий вальс» и «Мата Хари блюз». Первая была перезаписана для альбома «Клубника со льдом» (1989), а её изначальная версия (1988) вошла в издание 1994 года и переиздание «Клубники со льдом» (1998) в качестве бонус-трека. Вторая была записана лишь в 1996 году для альбома «Гигантомания» с вокалом Ольги Дзусовой.
- С 19 октября по 23 декабря 2017 года проходил концертный тур «Крематория» под названием «30 лет в „Коме“», посвящённый 30-летию подготовки и записи альбома «Кома». 30-летие же самого альбома в 2018 году не отмечалось.